# 岡咲美保
岡咲美保（日语：／ Okasaki Miho，1998年11月22日—）是日本的女性聲優，冈山县出身。I'm Enterprise所屬。

## 人物
日本播音演技研究所畢業。擁有書寫技能檢定硬筆2級、毛筆3級的證照。

## 經歷
- 2017年 - 參演《IDOLiSH7》系列，並聲優出道。
- 2018年 - 出演人氣電視動畫《關於我轉生變成史萊姆這檔事》主角利姆路·坦派斯特而受到關注。
- 2020年3月 - 榮獲第十四屆聲優獎新人女優賞。[2]

## 演出作品
※粗體字為主要角色。

### 電視動畫
2017年
- 偶像學園STARS！（小孩）
- 妖怪公寓的優雅日常（女學生D）
- 奇諾之旅 -the Beautiful World- the Animated Series（小孩C）
- Classica Loid 第2期（女孩子）
- LoveLive! Sunshine!! 第2期（女學生）
- 血界戰線 & BEYOND（小孩們）

2018年
- 愛吃拉麵的小泉同學（女學生A）
- citrus（女性）
- Slow Start（女孩子）
- IDOLiSH7（女高中生A、女性客B、女性歌迷A、女性A）
- 霸穹 封神演義（女兒）
- 齊木楠雄的災難 第2期（女性B）
- 食戟之靈 餐之皿 遠月列車篇（女學生B）
- 黃金神威（孩子們）
- 惡魔高校D×D HERO（狐狸大姐姐）
- 最終休止符 -無止境的螺旋物語-（MC）
- 音樂少女（西尾未來[3]）
- OVERLORD III（芙艾兒）
- 高分少女（森〈小學生〉）
- 關於我轉生變成史萊姆這檔事（利姆路·坦派斯特[4]）
- 青春豬頭少年不會夢到兔女郎學姊（鹿野琴美）
- 終將成為妳（廣播）
- 魔法禁書目錄III（市民）
- 刀劍神域 Alicization（村民）
- 梅露可物語 -無精打采的少年與瓶中少女-（民眾）

2019年
- 輝夜姬想讓人告白~天才們的戀愛頭腦戰~（被告白的女性）
- 荒野的壽飛行隊（瑪莉亞[5]）
- 百慕達三角～多彩田園曲～（村人）
- Endro～！（少女）
- 盾之勇者成名錄（莉法娜）
- 偶像學園Friends！（假輝夜）
- POP TEAM EPIC（鬼的女兒）
- 魔法水果籃（岩田舞）
- 一弦定音！（來賓）
- 鬼滅之刃（照子）
- 女高中生的虛度日常（大小姐）
- 擅長捉弄人的高木同學2（鈴木）
- 艾梅洛閣下II世事件簿 -魔眼蒐集列車 Grace note-（伊薇特·L·雷曼、女學生）
- 街角魔族（小孩們）
- 偶像夢幻祭（小孩、逆先夏目〈幼少時代〉）
- 籃球少年王（富永春美）
- Fairy Gone（雷·道恩〈少年時代〉）
- 我們真的學不來！（店員）

2020年
- 達爾文遊戲（GYROHEADS〈女〉）
- A3！（皆木充）
- 成群結伴！西頓學園（白海奏）
- 轉生成女性向遊戲只有毀滅END的壞人大小姐（瑪莉·杭特）
- 噴嚏大魔王2020（偶像）
- 魔法水果籃 2nd season（岩田舞）
- 魔物娘的醫生（咩咩·魯頓）
- 炎炎消防隊 貳之章（沙紀）

2021年
- 闇芝居 第8期
- 關於我轉生變成史萊姆這檔事 第2期（利姆路·坦派斯特）
- 關於我轉生變成史萊姆這檔事 轉生史萊姆日記（利姆路·坦派斯特）
- Vivy -Fluorite Eye's Song-（新人女性員工）
- 86－不存在的戰區－
- 轉生成女性向遊戲只有毀滅END的壞人大小姐X（瑪莉·杭特）
- 闇芝居 第9期
- 現實主義勇者的王國重建記（帕咪尤·卡蘿爾）
- 賈希大人不氣餒！（魔王[6]）
- 海賊王女（阿貝爾〈幼少〉）
- 艾梅洛閣下II世事件簿 -魔眼蒐集列車 Grace note- 特別篇（伊薇特·L·雷曼）

2022年
- 魔法使黎明期（蘿·克莉斯塔絲）
- OVERLORD IV（芙艾兒）
- Extreme Hearts（小鷹咲希[7]）

2023年
- BLUE LOCK 藍色監獄（蜂樂迴〈幼少期〉）
- 異世界悠閒農家（芙勞蕾姆）
- World Dai Star（千寿いろは）
- 某大叔的VRMMO活動記（米莉[8]）
- 屍體如山的死亡遊戲（露露）

2024年
- 外科醫生愛麗絲（真理）
- 休假的壞人先生（職員）
- 關於我轉生變成史萊姆這檔事 第3期（利姆路·坦派斯特[9]）
- 夜晚的水母不會游泳（瀨藤夢露[10]）
- THE NEW GATE（柚葉[11]）
- 轉生貴族憑鑑定技能扭轉人生（羅賽爾·基沙[12]）
- 轉生貴族憑鑑定技能扭轉人生 第2期（羅賽爾·基沙）
- 偶像大師 閃耀色彩 2nd season（市川雛菜[13]）

2025年
- 雖然我是注定沒落的貴族 閒來無事只好來深究魔法（克莉絲[14]）
- 金牌得主（獅子堂星羅）
- 公爵千金的家庭教師（麗妮·鈴斯特[15]）

### OVA
2019年
- 妄想学生会＊（广濑优）

### 劇場動畫
2021年
- 銀河騎士傳 織愛之星（半間乙希）

2022年
- 劇場版 關於我轉生變成史萊姆這檔事 紅蓮之絆篇（利姆路[16]）

2023年
- 劇場版 轉生成女性向遊戲只有毀滅END的壞人大小姐（瑪莉·杭特[17]）

2026年
- 劇場版 關於我轉生變成史萊姆這檔事 蒼海之淚篇（利姆路[18]）

### 網路動畫
2023年
- 關於我轉生變成史萊姆這檔事 柯里烏斯之夢（利姆路[19]）

### 遊戲
2018年
- 問答RPG 魔法使與黑猫維茲（艾絲皮納[20]）
- 編隊少女（艾咪·強生）
- 怪物彈珠（2018年 - 2021年 美麗雙熊〈妹〉、意迪亞、康荻菈）

2019年
- 魔法紀錄 魔法少女小圓外傳（更紗帆奈[21]）

2020年
- 偶像大師 閃耀色彩（市川雛菜[22]）
- Crash Fever（利姆路·坦派斯特）
- 刀劍神域 彼岸遊境（梅蒂娜·奧爾堤那諾斯）
- 守望傳說（戰爭女神普莉菲絲、火龍基魯加斯）

2021年
- 閃耀幻想曲（牧之瀨日莉[23]）
- 魔法禁书目录 幻想收束（利姆路·坦派斯特）
- 白夜極光（烈雀）

2022年
- 勝利女神：妮姬（阿妮斯）[24]

2024年
- 鳴潮（丹瑾）

### 廣播劇CD
- 魔女之旅（2018年，艾維莉亞[25]） - 第8卷附贈廣播劇CD限定特裝版
- 29與JK（2019年，南里花戀[26]） - 第6卷附贈廣播劇CD限定特裝版

### 其他
- 溫泉女孩（湯郷未彩[27]）

## 音樂CD

### 單曲
|               | 發售日期      | 標題 | 商品編碼   | 商品編碼  | 最高排名 |
| CD＋Blu-ray盤 | 發售日期      | 標題 | 通常盤     |           | 最高排名 |
| ------------- | ------------- | ---- | ---------- | --------- | -------- |
| 1st           | 2021年9月15日 |      | KIZM-695/6 | KICM-2097 |          |
| 2nd           | 2021年11月3日 |      | KIZM-703/4 | KICM-2107 |          |

### 商業搭配
| 歌曲 | 商業搭配                               | 時期   |
| ---- | -------------------------------------- | ------ |
|      | 電視動畫《賈希大人不氣餒！》第二片尾曲 | 2021年 |

### 角色歌
| 發售日   | 商品名稱                                    | 演唱名義                     | 歌曲                                                                   | 備註                                        |
| 2018年   | 2018年                                      | 2018年                       | 2018年                                                                 | 2018年                                      |
| -------- | ------------------------------------------- | ---------------------------- | ---------------------------------------------------------------------- | ------------------------------------------- |
| 1月31日  | Journey to the Sunshine                     | Aqours和浦之星的朋友們       | 「勇氣在哪？在你的內心！」                                             | 電視動畫《LoveLive! Sunshine!!》第2期片尾曲 |
| 6月6日   | ON STAGE LIFE                               | 音樂少女                     | 「ON STAGE LIFE」                                                      | 電視動畫《音樂少女》相關歌曲                |
| 7月25日  |                                             | 音樂少女                     | 「」                                                                   | 電視動畫《音樂少女》相關歌曲                |
| 8月8日   |                                             | 音樂少女                     | 「」                                                                   | 電視動畫《音樂少女》片尾曲                  |
| 8月8日   | 「（Taishi ReMix）」                        | 音樂少女                     | 電視動畫《音樂少女》相關歌曲                                           |                                             |
| 8月15日  |                                             | 西尾未來（岡咲美保）         | 電視動畫《音樂少女》相關歌曲                                           | 「」                                        |
| 9月26日  |                                             | 音樂少女                     | 「」                                                                   | 電視動畫《音樂少女》插入歌                  |
| 9月26日  | 西尾未來（岡咲美保）                        | 電視動畫《音樂少女》相關歌曲 | 「」                                                                   |                                             |
| 10月31日 | 音樂少女 BD第2卷特典CD                      | 電視動畫《音樂少女》相關歌曲 | 西尾未來（岡咲美保）、雪野日陽（大野柚布子）、具志堅舒普（島袋美由利） | 「happy ice cream」                         |
| 2020年   |                                             |                              |                                                                        |                                             |
| 4月8日   | THE IDOLM@STER SHINY COLORS GR@DATE WING 01 | 閃耀色彩                     | 「」 「Dye the sky.」                                                  | 遊戲《偶像大師 閃耀色彩》相關歌曲           |
| 9月16日  | THE IDOLM@STER SHINY COLORS GR@DATE WING 07 | noctchill                    | 「」                                                                   | 遊戲《偶像大師 閃耀色彩》相關歌曲           |

### 组合成员
1. ↑  高海千歌（伊波杏樹）、樱内梨子（逢田梨香子）、松浦果南（諏訪七香）、黑澤黛雅（小宮有紗）、渡邊曜（齊藤朱夏）、津島善子（小林愛香）、國木田花丸（高槻加奈子）、小原鞠莉（鈴木愛奈）、黑澤露比（降幡愛）
2. ↑  高海志满（阿澄佳奈）、高海美渡（伊藤加奈惠）、良美（松田利冴）、树（金元壽子）、睦（芹澤優）、小香菇（麥穗杏菜）、解答者A（山北早纪）、解答者B（千本木彩花）及其他女學生（三宅晴佳、嶺內智美、小松奈生子、岡咲美保、續木友子、小野寺瑠奈、原口祥子、米山明日美、二之宮愛子、樋口桃、木本留美、成岡正江、小田果林、內田愛美、森永多惠子）
3. ↑  金時琴子（Lynn）、迎羽織（小倉唯）、迎桐（上坂堇）、千歲春（沼倉愛美）、熊谷繪里（瀨戶麻沙美）、龍王更紗（渕上舞）、箕作沙沙芽（高橋花林）、西尾未來（岡咲美保）、雪野日陽（大野柚布子）、具志堅舒普（島袋美由利）、諸岡洛洛（江口菜子）
4. ↑  金時琴子（Lynn）、迎羽織（小倉唯）、迎桐（上坂堇）、千歲春（沼倉愛美）、熊谷繪里（瀨戶麻沙美）、龍王更紗（渕上舞）、箕作沙沙芽（高橋花林）、西尾未來（岡咲美保）、雪野日陽（大野柚布子）、具志堅舒普（島袋美由利）、諸岡洛洛（江口菜子）、山田木花子（深川芹亚）
5. ↑  櫻木真乃（關根瞳）、風野燈織（近藤玲奈）、八宮繚（峯田茉優）、月岡戀鐘（礒部花凜）、田中摩美美（菅沼千紗）、白瀨咲耶（八卷安奈）、三峰結華（成海瑠奈）、幽谷霧子（結名美月）、小宮果穗（河野日和）、園田智代子（白石晴香）、西城樹里（永井真里子）、杜野凜世（丸岡和佳奈）、有栖川夏葉（涼本秋穗）、大崎甘奈（黑木穗乃香）、大崎甜花（前川涼子）、桑山千雪（芝崎典子）、芹澤朝日（田中有紀）、黛冬優子（幸村惠理）、和泉愛依（北原沙彌香）、淺倉透（和久井優）、樋口圓香（土屋李央）、福丸小糸（田嶌紗蘭）、市川雛菜（岡咲美保）
6. ↑  淺倉透（和久井優）、樋口圓香（土屋李央）、福丸小糸（田嶌紗蘭）、市川雛菜（岡咲美保）

## 外部連結
- 事務所官方簡歷 （页面存档备份，存于）（日語）